# Театр Саббіонета
 Театр Саббіонета, повна назва якого Театр в стилі античності в місті Саббіонета, або скорочено і незрозуміло Античний театр (англ. The Teatro all'antica). Побудований наприкінці XVI століття в ідеальному місті Саббйонета, Італія.

## Історія

### Замовник і архітектор

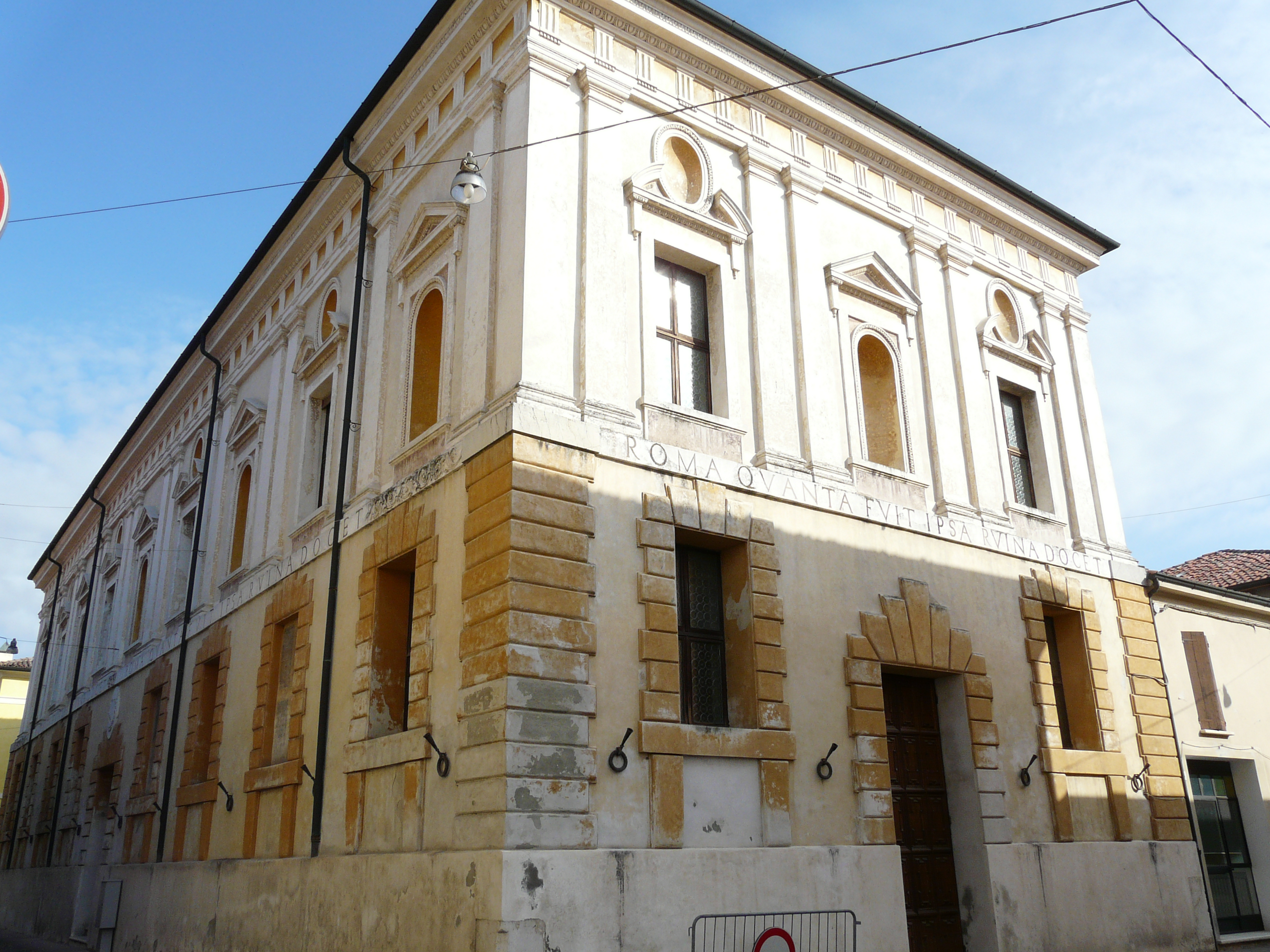
Зовнішні фасади театру Саббіонета, на 2009 рік.

Місто було побудоване на замову герцога Веспасіана І Гонзага з використанням плану ідеального міста. Веспасіан був вихований при іспанському дворі, а король Філіп ІІ був йому дядьком. Герцог обрав Саббіонету своєї резиденцією.
Для дозвілля в Саббіонеті було побудовано театр в стилі античності, а замову на його створення отримав архітектор Вінченцо Скамоцці (1548—1616). Театр будували у 1588—1590 роках.

## Театр

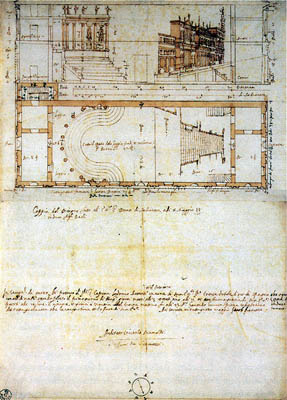
Копія креслень архітектора Скамоцці, театр Саббіонета.

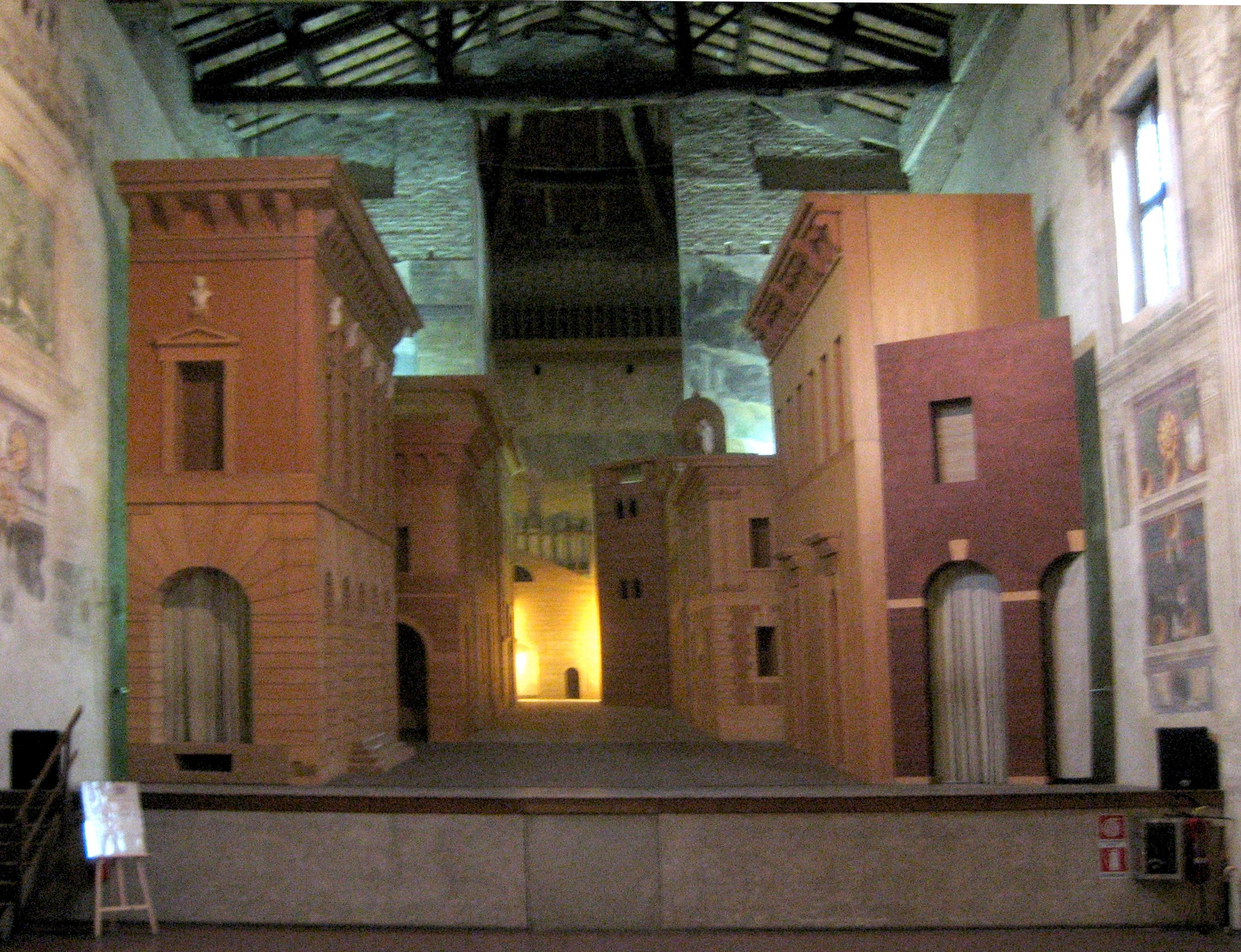
Архітектурна декорація театру Саббіонета, стан на 2007 рік.

Місто Саббйонета розташоване в Північній Італії на відстані 30 км на захід від міста Мантуя і на 115 км на схід від Мілану. Володар крихітного, штучно утвореного герцогства бажав побудувати не тільки ідеальне місто, а й виховати нове покоління, варте ідеального міста. Цим планам і повинен був сприяти новий театр. Тому для нього відвели почесне місце на центральній вулиці Саббьонети — Віа Джуліа.
Відсутність довгої історії і старих будівель в місті дала архітектору унікальну змогу не пристосовувати під театр середньовічні стіни старої фортеці, як це довелося Палладіо у Віченці. Скамоцці дали можливість будувати відразу окреме приміщення для театру. Ділянка була вузька, тому й будівля Скамоцці була вузька. Зробити в такому приміщенні округлий чи овальний амфітеатр, як декларував Палладіо, можливості не було. Скамоцці відступив від канонів і настанов Палладіо і зробив амфітеатр у вигляді підкови.
Він ще не знав, що започаткував цілий ряд вузьких театральних приміщень, що побудують в майбутньому від Парижа (приватний театр акторки Гімар) до Москви (театр садиби Архангельське).

### Впливи Палладіо
Скамоцці рахувався з досвідом Палладіо. Він і сам, як талановитий митець, добудував дві останні споруди Палладіо — віллу Ротонда і театр Олімпіко. Скамоцці теж прикрасить глядацьку залу свого театру Саббіонетта заокругленою колонадою зі статуями поверху. Полишена дрібних деталей, вона матиме куди більш римський і монументальний вигляд, незважаючи на невеликі розміри.

### Театр в XX столітті
Ще в XVII столітті оригінальні декорації Скамоцці для театру Саббіонета були викинуті і замінені на інші.
Дослідники знайшли первісні креслення Скамоцци в архівах Флоренції, зробили нові архітеткурні копії декорацій і розмістили їх наново на сцені в театрі Саббіонета.